# Републикански път III-102
Републикански път IIІ-102 е третокласен път, част от републиканската пътна мрежа на България, на територията на области Видин и Монтана. Дължината му е 79 км.
Пътят започва от 44,2 км на Републикански път I-1 южно от град Димово, преминава през село Гранитово и се изкачва до град Белоградчик. От там стръмно се спуска в долината на Стакевска река и по левият ѝ бряг през село Боровица достига до устието ѝ в река Лом. Изкачва се по долината на последната, минава през село Средогрив и достига до село Долни Лом. Там пътят завива на югоизток, преминава през седловината Превала и се спуска в долината на река Огоста, като по левият ѝ бряг достига до центъра на град Монтана, където при км 107,3 се съединява отново с Републикански път I-1. В този си участък пътят преминава през селата Превала, Горна Лука и Белимел.
От Републикански път III-102 надясно се отделят два третокласни пътя с четирицифрени номера:
- при 57 км, западно от село Белимел — надясно Републикански път III-1022 (16,4 км) за село Железна, град Чипровци, село Мартиново и Меднообогатителният комбинат „Мартиново“;
- при 65,6 км, в село Гаврил Геново — надясно Републикански път III-1024 (21,4 км) за селата Георги Дамяново, Говежда и Дълги дел до граничната застава южно от последното.

| Пътища, отклоняващи се надясно (населено място, № на пътя, посока на пътя) | Км   | Пътища, отклоняващи се наляво (посока на пътя, № на пътя, населено място) |
| -------------------------------------------------------------------------- | ---- | ------------------------------------------------------------------------- |
| Община Димово, Област Видин I-1, 44,2 км →                                 | 0,0  | → 44,2 км, I-1, Област Видин Община Димово                                |
| Община Белоградчик                                                         | 3,6  | Община Белоградчик                                                        |
| с. Гранитово                                                               | 6,7  | с. Гранитово                                                              |
|                                                                            | 14,8 | → общински път (за с. Гара Орешец                                         |
| (от 39,4 км на II-14) III-1401, 43,3 км гр. Белоградчик →                  | 15,7 | гр. Белоградчик                                                           |
| (за селата Чифлик и Пролазница) общински път ←                             | 19,9 |                                                                           |
| (за с. Върбово) общински път ←                                             | 23,7 |                                                                           |
| с. Боровица                                                                | 26,1 | с. Боровица                                                               |
| III-114 50,5 км →                                                          | 28,3 | → 50,5 км III-114,                                                        |
| Община Чупрене, III-114 48,7 км →                                          | 30,1 | → 48,7 км III-114, Община Чупрене                                         |
| с. Средогрив                                                               | 35   | с. Средогрив                                                              |
| (за с. Горни Лом) общински път с. Долни Лом ←                              | 39,9 | с. Долни Лом                                                              |
| Община Чипровци, Област Монтана                                            | 41,9 | Област Монтана Община Чипровци                                            |
| с. Превала                                                                 | 47,7 | с. Превала                                                                |
| с. Горна Лука                                                              | 52   | с. Горна Лука                                                             |
| с. Митровци                                                                | 55   | с. Митровци                                                               |
| (за МОК "Мартиново), III-1022 0 км ←                                       | 57,0 |                                                                           |
| с. Белимел                                                                 | 58,2 | с. Белимел                                                                |
|                                                                            | 60,7 | → общински път (за с. Челюстница)                                         |
| (за с. Горна Ковачица) общински път ←                                      | 61,9 |                                                                           |
| Община Георги Дамяново                                                     | 63,9 | Община Георги Дамяново                                                    |
| (за с. Дълги дел), III-1024 0 км ←                                         | 65,6 |                                                                           |
| (от с. Боровци), III-815 16,9 км →                                         | 66,7 |                                                                           |
|                                                                            | 68   | → общински път (за с. Видлица)                                            |
| Община Монтана                                                             | 68,4 | Община Монтана                                                            |
|                                                                            | 70,6 | → общински път (за с. Горно Церовене)                                     |
|                                                                            | 75,2 | → общински път (за 102,8 км на I-1)                                       |
| I-1, 107,3 км, гр. Монтана →                                               | 79,0 | → гр. Монтана, 107,3 км, I-1                                              |

Забележка
1. ↑  На протежение от 1,8 км (от км 28,3 до км 30,1) път ІІІ-102 се дублира с път III-114 (от км 48,7 до км 50,5)